# Тибор Лепеш
Тибор Лепеш, (Суботица, 24. фебруар 1922 — Женева, 24. јануар 2012) био је југословенски паразитолог који се истакао на изучавању и сузбијању и ерадикацији паразитарних болести, посебно маларије, члан Друштва лекара Војводине Српског лекарског друштва.

## Биографија
Рођен је 1922. године у Суботици у породици вишег железничког службеника, па је младост провео у Суботици, Нишу и Београду, где је матурирао и започео студије медицине које је наставио у Сегедину и завршио 1945. у Будимпешти. Од 1945. био је у ЈНА активни санитетски официр у Новом Саду, прво као трупни лекар, потом у Војној болници. Од 1949. године био је у Војномедицинској академији у Београду лекар на специјализацији. Специјалистички испит из медицинске паразитологије положио је 1952. Звање доцента стекао је 1957, а хабилитациони рад – тезу за пуковнички чин о значају маларије у миру и рату одбранио је 1962.
У току специјализације је сарађивао са академиком Чедомиром Симићем те се сматра једним од његових истакнутих следбеника. Тих година се усавршава у централним институтима САД у Вашингтону и Бетесди и институтима за тропске болести у Хамбургу, Амстердаму, Лондону и Ливерпулу. Ради на дијагностици паразитарних обољења (усавршава методе прегледа), научним и организационим питањима, нарочито на проблемима тада актуелне маларије. Уз службу на ВМА, од 1952. био је и координатор Савезне комисије за маларију а од 1958. и руководилац Службе за ерадикацију маларије при Савезном заводу за здравствену заштиту, када је у Југославији и искорењена, што је Светска здравствена организација потврдила 1973.
Од 1959. постао је члан Комитета експерата Светске здравствене организације за маларију и научних група за биологију маларичног паразита и хемиотерапију маларије. Године 1962. по позиву ступа у службу СЗО, прво као епидемиолог за маларију а од 1964. као шеф Одсека за ерадикацију маларије у Регионалном уреду за Источни Медитеран у Александрији. Од 1968. у седишту СЗО у Женеви био је шеф Одсека за научноистраживачки рад и информатику, при Одељењу за ерадикацију маларије, чији директор постаје 1970. Од 1973. Одељење је постало Програм за маларију и остале паразитарне болести чији је директор био до пензионисања 1982. године.
На Медицинском факултету у Новом Саду је 1972. године изабран за редовног професора по позиву на Катедри за микробиологију и паразитологију, те је долазио повремено да предаје а 1982. прешао је у Нови Сад и редовно одржавао наставу и објавио уџбеник и практикум из паразитологије. Бавећи се и проблемима медицинске етике и евалуације процеса наставе и стечених знања, утицао је и на неке ставове о томе на Медицинском факултету – један је од уредника уџбеника о етици и неких других публикација. Био је саветник у Заводу за микробиологију и паразитологију Института за здравствену заштиту, водио неколико научних пројеката до коначног пензионисања 1985. године.
Осим маларијом бавио се и другим подручјима паразитологије, посебно цревним паразитима – дијагностиком амебијазе, тенијазе, хелминтима, те се његове дијагностичке методе и шире користе, преносницима болести – комарцима (у Македонији је нашао врсту отпорну на ДДТ), телесним вашима. Велики део свога рада је провео на терену, те је познавао целу територију Југославије а радећи у СЗО пропутовао је светом стекавши изванредна сазнања о проблему паразитоза.
Био је учесник, иницијатор и организатор бројних међународних акција и стручних скупова, иницијатор и писац многих упутстава и других аката и публикација СЗО. Објавио је преко 60 радова у домаћим и 7 у страним часописима. Писац је и више прилога и редактор у разним стручним и сличним публикацијама. И као пензионер је пратио савремену научну и стручну литературу, те се повремено и јављао својим прилозима.
У Друштву лекара Војводине Српског лекарског друштва био је активан члан Редакцијског одбора часописа Медицински преглед. За почаснога члана Медицинске академије Српског лекарског друштва изабран је 1988. године. Био је почасни члан Асоцијације војних хирурга САД (1956), Белгијског друштва за тропску медицину (1974), Мађарског инфектолошког друштва (1981), редовни члан енглеског Краљевског друштва за тропску медицину (1969) и швајцарског друштва за тропску медицину (1974, од 1988. почасни члан). Одликован је Орденом рада I реда са златним венцем (1974) за ерадикацију маларије и Орденом заслуга за народ. У Хамбургу му је 1982. године додељена награда Бернард Нохт за заслуге за изучавање и сузбијање тропских болести у свету.
Преминуо је 24. јануара 2012. у Женеви где је живео.